# Porphyrophora tritici
Porphyrophora tritici är en insektsart som först beskrevs av Bodenheimer 1941.  Porphyrophora tritici ingår i släktet Porphyrophora och familjen pärlsköldlöss. Inga underarter finns listade i Catalogue of Life.